# Münchner Rundfunkorchester

Logo des Münchner Rundfunkorchesters

Das Münchner Rundfunkorchester wurde 1952 in München gegründet. Neben dem seit 1949 bestehenden Symphonieorchester des Bayerischen Rundfunks entstand damit die zweite Orchesterformation des Bayerischen Rundfunks. In der Münchner Orchesterlandschaft gilt das Rundfunkorchester als Klangkörper mit einem breiten künstlerischen Spektrum. Aufgrund seiner Gastkonzerte und seiner großen Anzahl von Aufnahmen ist es auch überregional und auf dem internationalen Tonträgermarkt präsent.

## Geschichte
Mit der Gründung des Münchner Rundfunkorchesters im Jahr 1952 wollte der Bayerische Rundfunk vor allem die „gehobene Unterhaltungsmusik“ pflegen. Im Zentrum der Aufführungen standen von Anbeginn die Münchner Sonntagskonzerte, die bis heute ein Schwerpunkt des Repertoires des Orchesters sind.
In den ersten 65 Jahren seines Bestehens hatte das Orchester insgesamt acht Chefdirigenten. Neunter Chefdirigent seit 1. September 2017 ist der Kroate Ivan Repušić. Die Sonntagskonzertreihe startete im Gründungsjahr 1952 unter Werner Schmidt-Boelcke dem ersten Dirigenten des Orchesters. Das Konzert war überschrieben mit dem Motto „Meister der heiteren Muse“. Im Vordergrund stand damals die leichte Muse, vor allem im Operettenbereich. Später ging die Entwicklung verstärkt in Richtung Oper. 1967 präsentierte das Orchester sein erstes „Münchner Funkkonzert“, unter Kurt Eichhorn als zweitem Chefdirigenten. Der Schwerpunkt dieser Reihe lag auf Werken wenig bekannter Komponisten. Gespielt wurden insbesondere Werke des 19. und frühen 20. Jahrhunderts. Ab Mitte der 1970er Jahre widmete sich der dritte Chefdirigent Heinz Wallberg neben dem Opern-Standardrepertoire gerne auch eher ausgefallenen Stücken wie z. B. der Oper La Bohème von Ruggero Leoncavallo. Von 1982 bis 1985 leitete Lamberto Gardelli das Münchner Rundfunkorchester. Sein Faible war die italienische Oper. 1985 dirigierte Werner Andreas Albert das erste Promenadenkonzert; diese Reihe ersetzte von nun an die Funkkonzerte. Fünfter Chefdirigent war Giuseppe Patané; sein besonderes Interesse galt vergessenen Bühnenwerken, so spielte er Pietro Mascagnis Oper Iris auf Schallplatte ein. Aufgrund von Patanés plötzlichem Tod im Mai 1989 währte seine offizielle Amtszeit als Chefdirigent weniger als eine Saison. 1992 trat Roberto Abbado als neuer Chefdirigent an, nachdem er wenige Wochen zuvor das Galakonzert zum 40-jährigen Jubiläum des Orchesters geleitet hatte. 1998 engagierte der Bayerische Rundfunk Marcello Viotti als Chefdirigenten des Orchesters. Unter dem Titel „Paradisi gloria“ initiierte Viotti zur Jahrtausendwende einen Konzertzyklus mit geistlicher Musik des 20. Jahrhunderts. Von 2006 bis August 2017 war Ulf Schirmer Künstlerischer Leiter des Orchesters. Inhaltliche Akzente setzte er u. a. mit der Uraufführung von Auftragswerken in der Reihe „Paradisi gloria“ sowie mit interessanten Wiederentdeckungen im Bereich der Oper und Operette. Zum Beginn der Saison 2017/18 übernahm Ivan Repušić die Position als Chefdirigent. Bereits 2015 leitete er sein allererstes Sonntagskonzert am Pult des Münchner Rundfunkorchesters, nämlich Puccinis La rondine. Auf seinen Wunsch hin verpflichtet das Münchner Rundfunkorchester jeweils einen Artist in Residence (2017/18: Marina Rebeka; 2018/19: Simone Rubino; 2019/20: Emmanuel Pahud; 2020/21: Krassimira Stoyanova).
Die Bandbreite des Orchesters reicht heute von Oper/Operette und der Reihe „Paradisi gloria“ mit geistlicher und spirituell inspirierter Musik des 20./21. Jahrhunderts über die Kinder- und Jugendkonzerte mit pädagogischem Begleitprogramm („Klassik zum Staunen“) bis hin zu Afterwork-Klassik („Mittwochs um halb acht“), Crossover-Projekten und Filmmusik.
Eine Auswahl aktueller CD-Einspielungen mit dem Münchner Rundfunkorchester ist auf seiner Homepage zu finden.

### Chefdirigenten
- Werner Schmidt-Boelcke (1952–67)
- Kurt Eichhorn (1967–75)
- Heinz Wallberg (1975–81)
- Lamberto Gardelli (1982–85)
- Giuseppe Patanè (1988–89)
- Roberto Abbado (1992–98)
- Marcello Viotti (1998–2004)
- Ulf Schirmer (2006–2017)
- Ivan Repušić (seit 2017)[7]

Erstmals in der Geschichte des Orchesters wurde mit Patrick Hahn ab der Spielzeit 2021/22 ein Erster Gastdirigent ernannt.

### Versuchte Auflösung und Rettung des Orchesters
2005 beschloss der Bayerische Rundfunk, das Münchner Rundfunkorchester bis Ende 2006 aus Spargründen aufzulösen. Chefdirigent Marcello Viotti legte nach Bekanntwerden des Beschlusses sein Amt nieder. Auf die Geschäftsleitung des Bayerischen Rundfunks und die BR-Gremien prasselten landes- und bundesweit Proteste nieder. Die Deutsche Orchestervereinigung (DOV) warf dem BR vor, damit eine seiner erfolgreichsten Abteilungen auslöschen zu wollen und nannte dies einen „einmaligen Vorgang in der deutschen Nachkriegs-Rundfunkgeschichte“. Am 27. April 2005 wurde der Auflösungsbeschluss rückgängig gemacht. In verkleinerter Form (rund 50 statt bisher 72 Instrumentalisten) kann das Rundfunkorchester seit dem 1. September 2006 weiter spielen und arbeitet seither verstärkt im jugendpädagogischen Bereich und im Bereich der Musikvermittlung.

## Auszeichnungen
Im Jahr 2010 erhielt das Rundfunkorchester unter der Leitung von Ulf Schirmer den ECHO Klassik 2010 für die Einspielung von Karl Amadeus Hartmanns Oper Des Simplicius Simplicissimus Jugend (nach dem Abenteuerlichen Simplicissimus von Hans Jakob Christoffel von Grimmelshausen) in der Kategorie Operneinspielung des Jahres (20./21. Jahrhundert). Vielfach ausgezeichnet wurde das 2019 aufgenommene Album Offenbach – Colorature mit der Sopranistin Jodie Devos. Die Aufnahme des Kroatischen glagolitischen Requiem von Igor Kuljeric wurde mit dem Joker découverte der belgischen Fachzeitschrift Crescendo, dem Diapason d’or Januar 2021 (Kategorie „Découverte“), dem kroatischen Porin 2021 und dem International Classical Music Award 2021 (Kategorie „Choral Music“) ausgezeichnet.

## CD-Produktionen (Auswahl)
- Felix Mendelssohn Bartholdy: Psalmen. Chor des Bayerischen Rundfunks und das Münchner Rundfunkorchester unter der Leitung von Howard Arman (BR-KLASSIK 900519)
- Maurice Duruflé: Requiem. Chor des Bayerischen Rundfunks und das Münchner Rundfunkorchester unter der Leitung von Ivan Repušić; (BR-KLASSIK 900320)
- Franz von Suppè: Ouvertüren. Münchner Rundfunkorchester unter der Leitung von Ivan Repušić; (BR-KLASSIK 900326)
- Giuseppe Verdi: Luisa Miller. Chor des Bayerischen Rundfunks und das Münchner Rundfunkorchester unter der Leitung von Ivan Repušić; (BR-KLASSIK 900323)
- Giuseppe Verdi: I due Foscari. Chor des Bayerischen Rundfunks und das Münchner Rundfunkorchester unter der Leitung von Ivan Repušić; (BR-KLASSIK 900328)
- Giuseppe Verdi: Attila. Chor des Bayerischen Rundfunks und das Münchner Rundfunkorchester unter der Leitung von Ivan Repušić; (BR-KLASSIK 900330)
- Jakov Gotovac: Ero der Schelm. Kroatischer Rundfunkchor und das Münchner Rundfunkorchester unter der Leitung von Ivan Repušić; (cpo 6096029)
- Igor Kuljeric: Kroatisch glagolitisches Requiem. Chor des Bayerischen Rundfunks und das Münchner Rundfunkorchester unter der Leitung von Ivan Repušić; (BR-KLASSIK 900331)
- David Reichelt: Tatort: Dreams. Münchner Rundfunkorchester unter der Leitung von Andreas Kowalewitz; (BR-KLASSIK 900338)
- Viktor Ullmann: Der Kaiser von Atlantis. Münchner Rundfunkorchester unter der Leitung von Patrick Hahn (BR-KLASSIK 900339)
- Walentyn Sylwestrow: Requiem für Larissa. Chor des Bayerischen Rundfunks und das Münchner Rundfunkorchester unter der Leitung von Andres Mustonen (BR-KLASSIK 900344)